# Wolfenstein
Wolfenstein je serijal videoigara s temom Drugog svjetskog rata kojeg je stvorila američka tvrtka Muse Software. Serijal sada posjeduje tvrtka id Software, a razvija ju švedska tvrtka MachineGames.
Protagonist većinskog dijela serijala jest B.J. Blazkowicz, poljsko-američki vojni zapovjednik koji se bori protiv nacističkih snaga. Ranije igre u serijalu bavile su se nacistima koji žele pridobiti natprirodne i okultne moći. The New Order i The New Colossus smješteni su u alternativnoj povijesti u kojoj su pobijedile Sile Osovine.
Prve dvije igre u serijalu, Castle Wolfenstein i Beyond Castle Wolfenstein, koristile su dvodimenzionalnu grafiku. Treća igra, Wolfenstein 3D, koju je razvila tvrtka id Software, uvodi perspektivu iz prvog lica i bržu akcijsku radnju. Smatra se da je Wolfenstein 3D pomogao u popularizaciji pucačina iz prvog lica. Godine 2001. serija je ponovno pokrenuta igrom Return to Castle Wolfenstein koju je razvila tvrtka Gray Matter Interactive. Slijedi Wolfenstein: Enemy Territory 2003. godine i Wolfenstein 2009. godine. Nakon što je američka tvrtka ZeniMax Media kupila id Software, MachineGames izdaje 2014. godine Wolfenstein: The New Order i proširenje Wolfenstein: The Old Blood. Godine 2017. izdan je Wolfenstein II: The New Colossus, nastavak prethodne igre.

## Povijest
Serijal videoigara započet je 1981. godine izlaskom stealth igre Castle Wolfenstein. Razvio ju je američki programer Silas Warner, a izdala tvrtka M.U.S.E. Inc. Igra je smještena u Drugom svjetskom ratu, a slijedi američkog ratnog zarobljenika koji je zarobljen u njemačkoj tvrđavi Wolfenstein. Cilj igre je pronaći ratne planove operacije Rheingold i pobjeći iz tvrđave, a istovremeno izbjegavati ili ubijati stražare. Igru smatraju jednom od prvih stealth igara jer se više fokusira na izbjegavanje i razoružanje nego ubijanje neprijatelja.
Kasnije je izdano još deset nastavaka.